# Celta de Vigo
Real Club Celta de Vigo, známý spíše jako Celta de Vigo, či jen Celta Vigo, je španělský fotbalový klub z města Vigo. Založen byl roku 1923. Dlouhá léta patřila k průměrným španělským klubům a pohybovala se buď ve spodní části tabulky 1. ligy nebo v lize druhé. Na konci 90. let však přišlo zlepšení výkonnosti, které sice nikdy nepřineslo lepší postavení v 1. lize než čtvrté místo, ale s tím přišla i pravidelná a úspěšná účast v evropských pohárech – Celta v krátké době hrála třikrát čtvrtfinále Poháru UEFA – 1998/99, 1999/00 a 2000/01. V sezóně 2003/04 však přišla znovu krize a sestup do 2. ligy. Za rok se sice klub vrátil mezi španělskou elitu, ale v sezóně 2006/07 sestoupil znovu. Tentokrát to trvalo pět sezón a mezi elitu se vrátil po sezóně 2011/12. V sezóně 2016/17 poprvé dosáhl semifinále v evropských pohárech.